# .fr
.fr és el domini de primer nivell territorial de França, usat com a domini per Internet. Actiu des de 1986, és administrat per la societat AFNIC (Association Française pour le Nommage Internet en Coopération).
Els dominis s'obtenen a través de registradors autoritzats, i poden ser directament a segon domini o sota un subdomini. Per comprar i utilitzar un domini .fr, cal ser resident de la Unió Europea o d'un estat membre de l'AELC (Suïssa, Noruega, Islàndia o Liechtenstein). A causa de la retirada del Regne Unit de la Unió Europea, des de l'1 de gener de 2021 els residents del Regne Unit no poden registrar nous dominis .fr. No obstant això, l'AFNIC ha declarat que tots els dominis registrats abans del 31 de desembre de 2020 per britànics no es veuran afectats.
El domini inclou totes les persones i organitzacions registrades a l'Associació francesa per al nom d'Internet en cooperació (AFNIC). Des del 2004, els llocs web registrats amb el domini .fr són arxivats i conservats per la Bibliothèque nationale de France.